# Мухаммед I (сельджукский султан)
Гийас ад-Дин Мухаммед Тапар (перс. ابو شجاع غیث الدنیا و الدین محمد بن مالک شاه,‎; ум. 18 апреля 1118) — великий султан империи Сельджукидов, султан Ирака, амир Аррана, сын великого султана Мелик-шаха I от кипчакской жены Башулу Хатун, старший, родной брат Султана Санджара.

## Правление
Взошёл на багдадский трон Великой Сельджукской империи как преемник своего племянника, Мелик-шаха II. Номинально был главой династии, хотя его брат, Ахмед Санджара в Хорасане обладал большей властью. Вероятно, в 1107 году участвовал в битве при Хабуре на стороне Радван из Алеппо против Килыч-Арслана I, султана Конийского султаната. Последний потерпел поражение и был убит. После междоусобных конфликтов со своим единокровным братом Баркияруком получил титул мелик и завладел Азербайджаном. Недовольный приобретениями, снова поднял восстание, но был вынужден бежать обратно в Армению. К 1104 году Баркиярук, больной и уставший от войны, согласился разделить султанат с Мухаммедом. После смерти Баркиярука в 1105 году Мухаммед стал полновластным султаном.
В 1106 году, Мухаммед захватил исмаилитскую крепость Шах-Диз и приказал бавандитскому правитель Шахрияру IV участвовать в кампании против исмаилитов. Шахрияр, возмущённый посланием Мухаммеда, отказался помочь. Вскоре после этого Мухаммед послал войска под командованием Амира Чавли захватить Сари, но неожиданно потерпел поражение от армии Шахрияра и его сын Карина III. После этого Мухаммеда направил Шахрияру письмо, в котором требовал прислать одного из своих сыновей  ко двору в Исфахане. Шахрияр отправил Али I, который впечатлил Мухаммеда настолько, что султан предложил ему в жёны свою дочь, но Али отказался и предложил оказать честь его брату и наследнику династии Баванди, Карину III. Карин III прибыл в Исфахан и женился на дочери султана.
В 1106—1107 годах, Ахмад ибн Низам аль-Мульк, сын знаменитого визиря Низам аль-Мулька, объявился при дворе Мухаммеда, чтобы подать жалобу на правителя Хамадана. Мухаммед назначил Ахмада своим визирем, заменив Саада аль-Мульк Абу-ль-Аби-Махасена, который незадолго до этого был казнен по подозрению в ереси. Ахмад получил пост во многом благодаря репутации своего отца. Также он приобрёл многие титулы, которыми был награждён его отец: Кевам-Эд-Дин, Ас-Садр аль-Ислам и Низам аль-Мульк).
Позднее Мухаммед, вместе со своим визирем Ахмедом, развернул военную кампанию в Ираке. Ими был побеждён и убит мазиядский правитель Сайф ад-Даула Садака ибн Мансур, который носил титул «короля арабов». В 1109 году Мухаммада отправил Ахмада и Чавли Сакаву на захват исмаилитских крепостей Аламут и Оставанд, но предприятие закончилось неудачей и войска султана возвратились ни с чем. Ахмад вскоре сменил в должности визиря Хатир аль-Мульк Абу Мансур Майбуди. По словам Али ибн аль-Асира, Ахмад удалился от дел, а по мнению Ануширвана ибн Халида, Мухаммад заключил Ахмада в тюрьму на десять лет.
Мухаммед I умер в апреле 1118 года. На престол взошел его четырнадцатилетний сын Махмуд (старший из пяти, четверо других — Тугрул, Месуд, Сулейман и Сельджук-шах), хотя главной силой империи на тот момент безусловно был Санджар.